# Accidents Happen
Accidents Happen ist ein australisch-britisches Filmdrama von Andrew Lancaster aus dem Jahr 2009.

## Handlung
Die sechsköpfige Familie Conway lebt ein normales und glückliches Leben. Bis zu einem Tag im Jahr 1974. Der kleine Billy spielt mit dem Sprinkler im Garten, als sein Nachbar Mr. Smolensky beim Grillen Feuer fängt, brennend auf den Sprinkler stürzt und stirbt. Der geschockte Billy rennt daraufhin mit dem Kopf gegen den Fahnenmast im Vorgarten. Seine Eltern Gloria und Ray sowie seine Schwester Linda und die Zwillinge Gene und Larry schauen sich am Abend zusammen mit Billy einen Film im Autokino an. Auf der Rückfahrt im Regen baut Ray von Billy abgelenkt einen schweren Unfall, bei dem Linda stirbt und Gene nur noch im Wachkoma am Leben teilnehmen kann.
Acht Jahre später schlägt das Schicksal in der Familie Conway immer noch gnadenlos zu. Ray verlässt die Familie, Larry ertränkt seinen Kummer im Alkohol und Billy stumpft emotional völlig ab. Als Gloria die Gebärmutter entfernt werden muss, wird Billy in der Nachbarfamilie Post untergebracht, deren Sohn Doug Genes ehemals bester Freund war. Die beiden freunden sich an und stellen gemeinsam einiges auf die Beine. Beispielsweise überfallen sie nackt einen Supermarkt und stehlen auf dem Heimweg eine Bowlingkugel aus einem Auto. Billy wirft die Kugel die Straße entlang, als plötzlich ein Auto auftaucht, ausweichen muss und dabei gegen einen Strommasten prallt. Der tote Fahrer ist Dougs Vater. Für Billy fast schon eine normale Situation, Doug hingegen ist am Boden zerstört.
Ein weiterer Schicksalsschlag erreicht die Familie, als Gene stirbt. Doch Mrs. Smolensky gibt Billy bei einem Friedhofsbesuch neuen Lebensmut. Sie gibt Billy die Bowlingkugel, die sie vor der Polizei versteckt hatte. Mrs. Smolensky ist der Meinung, dass Billy in seinem Leben schon genügend für seine Fehler bezahlt hat. Er wirft die Kugel den Friedhofsweg entlang, so dass sie in einer Hecke verschwindet. Auf der Heimfahrt wird ihr Auto von der Polizei angehalten. In diesem Moment fällt die Bowlingkugel aus einem höher gelegenen Abwasserrohr auf die Motorhaube des Polizeiwagens.

## Kritik
„Rabenschwarze Tragikomödie über Schicksalsschläge und deren Bewältigung. Überzeugend gespielt und umsichtig inszeniert, entfaltet der Film geschickt seine nur auf den ersten Blick unscheinbare Geschichte.“

„Eine aus verschiedenen Gründen ziemlich ungewöhnliche Mutter-Sohn-Beziehung vor den Kulissen der frühen 80er Jahre steht im Mittelpunkt dieses ambitioniert gemachten und hervorragend gespielten Familiendramas. Zum erst mal seit ‚Stuart Little 2‘ steht dabei die große Geena Davis (‚Thelma & Louise‘) wieder im Mittelpunkt eines Kinofilms, doch gehört das Gros der Szenen den jungen Darstellern und ihren zuweilen haarsträubenden Versuchen der Traumabewältigung. Große Gefühle an schwarzem Humor, wer sich drauf einlässt, kommt auf seine Kosten.“